# Inmigración francesa en Guatemala
La inmigración francesa en Guatemala es el movimiento migratorio desde Francia a Guatemala. Hacia el 31 de diciembre de 2013 habían 779 franceses en territorio guatemalteco registrados ante el Ministerio de Asuntos Exteriores de Francia. Es la tercera comunidad francesa más grande en América Central (por detrás de Costa Rica y Panamá) y posiblemente la décima en América Latina.[cita requerida]

## Historia
Después de la revolución francesa, una colonia de café francés se extendió desde Texas, México y el altiplano de Guatemala. El café de Guatemala fue introducido entre 1780 y 1802, por franceses e italianos en la jurisdicción de San Pablo y San Marcos en el actual territorio guatemalteco.
Los primeros inmigrantes franceses eran políticos como Nicolás Raoul e Isidoro Saget, Henri Terralonge y oficiales Aluard, Courbal, Duplessis, Gibourdel y Goudot. La inmigración se debió a las luchas de la independencia de América Latina, donde actuaron franceses en apoyo de los americanos. Más tarde algunos de los políticos franceses se trasladaron a la Ciudad de Guatemala durante las luchas entre liberales y conservadores. Cuando la República Federal de Centro América se dividió, algunos franceses emigraron hacia Costa Rica y Nicaragua aunque la mayoría permaneció en Guatemala.
Las relaciones bilaterales entre Guatemala y Francia comenzaron en 1827. Desde entonces comenzaron a llegar políticos, científicos, pintores, constructores, comerciantes, médicos, y cantantes además de algunas familias. Más tarde, durante un gobierno conservador que aniquiló casi todas las relaciones entre Francia y Guatemala, la mayoría de los inmigrantes franceses emigraron a Costa Rica. Las relaciones retornaron a finales del siglo XIX.
En junio de 1827, cuatro casas de comercio francesas (Franque Paumelle Fils, Cie du Havre, J. Line Chauviteau y Cie de Paris) inauguraron una línea marítima entre Le Havre y Omoa. La primera nave fue la goleta El Correo de Guatemala, comandada por el capitán Lambert. En 1825, Guatemala otorgó su ciudadanía a los primeros dos médicos franceses, Fauconnier y Pierre-Joseph Gourmez.

## Cultura Francesa en Guatemala

### Instituciones
La Alianza Francesa está presente en la Ciudad de Guatemala, La Antigua Guatemala y Quetzaltenango. La Alianza Francesa de Guatemala, creada en 1921, es la Delegación Regional de dicha fundación para América Central. Se encarga de organizar actividades pedagógicas y culturales con 13 Alianzas Francesas de la región.
El colegio Julio Verne (en francés Lycée Français Jules Verne) es una escuela privada internacional de Francia ubicada en Fraijanes. Creada en 1967, abarca desde el preescolar hasta el bachillerato.

### Idioma
El idioma francés fue el segundo idioma europeo en llegar a las orillas de Guatemala, a través de embarcaciones de piratas franceses y esclavos de Guinea Ecuatorial y Haití que se asentaron en las orillas de Izabal y ciertas zonas de Zacapa, cuando el poderío español se extendió a lo largo del país, se reconquistó la zona mediante una guerra de soldados franceses y españoles, ganando los españoles.
Durante la época independentista y la victoria de los liberales en el gobierno, se abrieron estrechas relaciones culturales entre Francia y Guatemala, en la década de 1820 y 1830, provocando un auge de la implantación de la lengua francesa, que llegó a ser atractiva para las personas de clase social más alta, además de construcciones en la capital estilo francés. Pero, posterior a 1850, el idioma empezó a ser olvidado, y las relaciones se volvieron débiles cuando ganó un gobierno conservador, y los próximos gobiernos liberales les dieron más preferencia a los inmigrantes alemanes.
En 1940, cuando el imperio alemán llegó a su fin, el gobierno de Francia aprovechó la oportunidad de fortalecer las relaciones amistosas en los dos países (hacia 1954) pero vueltas a restablecer a finales del siglo XIX, y el idioma volvió a recobrar importancia. Hoy en día existen instituciones francesas o franco-guatemaltecas que ensenan la lengua francesa y la cultura, tales como el liceo francés Julio Verne y la Alianza Francesa.

### Viñedo Château Defay
En español (Castillo Defay), es conocido como el primer viñedo y el más grande de América Central, mandado a construir por la familia francesa adinerada Defay, residentes en Antigua Guatemala. La historia comienza desde el 2001 cuando los franceses Jacques y Angie Defay y sus hijos decidieron ir a vivir en Guatemala y a obtener la nacionalidad (eran anteriormente residentes en Nueva York), con el propósito de comprar tierras de las faldas del volcán Santa María, y construir un viñedo ya que la región posee plantaciones de vino. Las instalaciones del viñedo fueron construidas en base de un castillo estilo barroco suizo, más otros ligares donde se fabrica distintos tipos de vino. Desde el 2010 el viñedo también posee un restaurante y tours de como se procesa el vino.

## Tabla de flujos migratorios
| 1882 | 240   |
| 1890 | 219   |
| 1910 | 500   |
| 1921 | 1,492 |
| 1935 | 1,310 |
| 1940 | 2,100 |
| 1950 | 780   |
| 1966 | 815   |
| 1975 | 512   |
| 1980 | 601   |
| 1990 | 629   |
| 2000 | 700   |
| 2010 | 950   |
| 2013 | 779   |

Fuente: Censos históricos del Ministerio de Asuntos Exteriores de Francia.